# Diginetmedia
Diginetmedia – zjawisko autonomicznego komunikowania się przez urządzenia elektroniczne, w szczególności przez komputery, między sobą oraz pobierania informacji ze świata realnego i po określonej obróbce przesyłania informacyjnych wytworów innym urządzeniom/komputerom oraz ludziom.